# Cladoxerus dentipes
Cladoxerus dentipes är en insektsart som först beskrevs av Ludwig Redtenbacher 1908.  Cladoxerus dentipes ingår i släktet Cladoxerus och familjen Phasmatidae. Inga underarter finns listade i Catalogue of Life.